# Ante Periša
Dr sc. Ante Periša (Krković, 1971.) je hrvatski filozof, bogoslov, prevoditelj i esejist. 
Studirao je filozofiju i teologiju na zagrebačkom KBF-u. Nakon što je 1996. diplomirao na tom fakultetu, upisao je još jedan filozofski studij (na Filozofskom fakultetu Družbe Isusove i usporedno radio u zagrebačkoj srednjoj školi.

Doktorirao je na bečkom sveučilištu 2002. godine. Docent je na Sveučilištu u Zadru.
2003. je bio dijelom skupine osnivača filozofske udruge za svekolika filozofska istraživanja Hegelovo društvo.
Prevodi s njemačkog. Članke je objavio u Crkvi u svijetu.

## Djela
- Putokaz kroz hrvatske svjetove, filozofsko-društveno-teološki eseji o aktualnim temama (izlazili u Hrvatskom listu), 2007.
- Neizrecivo kod Jaspersa i Wittgensteina, 2010.

- prijevodi
- Peter Kunzmann: Atlas filozofije, 2001.
- Norbert Mette: Katolička pastoralna teologija: praktična teologija nekoć i danas, 2004.
- skupina autora: Religija, moderna, postmoderna: filozofsko-teološka razmatranja, 2006. (suprevoditelj)
- Ludwig Wittgenstein: O izvjesnosti, 2007.
- skupina autora: Bog i zlo: teodicejski ulomci, 2008.; bio je suprevoditelj